# Magnolia fordiana
Espèce
Statut de conservation UICN

 LC  : Préoccupation mineure
Magnolia fordiana est une espèce de plantes à fleurs de la famille des Magnoliaceae. C'est un arbre originaire de Chine.

## Description
C'est un arbre ou un arbuste à feuillage persistant pouvant atteindre 20 mètres de haut, avec des fleurs blanches proches du magnolias ou des nénuphars, et des fruits bruns. Il peut résister à des températures de l'ordre de -10°C.

## Répartition et habitat
Cet arbre est originaire du sud de la Chine, où il vit dans des forêts de montagne jusqu'à 1 200 m d'altitude.

## Liste des variétés
Selon World Checklist of Selected Plant Families (WCSP) (31 décembre 2013) :
- Magnolia fordiana (Oliv.) Hu (1924)
  - variété Magnolia fordiana var. calcarea (X.H.Song) V.S.Kumar (2006)
  - variété Magnolia fordiana var. fordiana
  - variété Magnolia fordiana var. forrestii (W.W.Sm. ex Dandy) V.S.Kumar (2006)
  - variété Magnolia fordiana var. hainanensis (Dandy) Noot. (2008)

Selon NCBI (31 décembre 2013) :
- variété Magnolia fordiana var. fordiana
- variété Manglietia fordiana var. hainanensis

Selon The Plant List (31 décembre 2013) :
- variété Magnolia fordiana var. calcarea (X.H.Song) V.S.Kumar
- variété Magnolia fordiana var. fordiana
- variété Magnolia fordiana var. forrestii (W.W.Sm. ex Dandy) V.S.Kumar
- variété Magnolia fordiana var. hainanensis (Dandy) ined.

Selon Tropicos (31 décembre 2013) (Attention liste brute contenant possiblement des synonymes) :
- variété Magnolia fordiana var. calcarea (X.H. Song) V.S. Kumar
- variété Magnolia fordiana var. fordiana
- variété Magnolia fordiana var. forrestii (W.W. Sm. ex Dandy) V.S. Kumar
- variété Magnolia fordiana var. hainanensis (Dandy) ined.
- variété Magnolia fordiana var. hainanensis Noot.
- variété Magnolia fordiana var. kwangtungensis (Merr.) V.S. Kumar